# Miraklet
Miraklet – szwedzki niemy film dramatyczny z 1913 roku w reżyserii Victora Sjöströma.

## Obsada
- Carl Borin
- John Ekman – ojciec Prevost
- Clara Pontoppidan – Estelle
- Jenny Tschernichin-Larsson – pani Gaspard
- Justus Hagman – Jean, kamerdyner
- Axel Wesslau – Jatho, kapelan
- Carlo Wieth – Armand
- Alfred Lundberg